# شهرداری باغداتی
شهرداری باغداتی (گرجی: ბაღდათის მუნიციპალიტეტი) یکی از شهرداری‌های گرجستان در استان ایمرتی است. مرکز اداری آن باغداتی است.
جمعیت این شهرداری در سرشماری سال ۲۰۱۴ میلادی ۲۱۵۸۲ نفر بوده و مساحت آن ۸۱۵ کیلومتر مربع است. در این شهرداری یک شهر و ۲۵ روستا وجود دارد. باغداتی با شهر کوتائیسی ۲۵ کیلومتر فاصله دارد.